# Podandrogyne brachycarpa
Podandrogyne brachycarpa är en paradisblomsterväxtart som först beskrevs av Dc., och fick sitt nu gällande namn av R. E. Woodson. Podandrogyne brachycarpa ingår i släktet Podandrogyne och familjen paradisblomsterväxter. Inga underarter finns listade i Catalogue of Life.